# Gabriel De Coster
Gabriel De Coster (Uccle, 25 de octubre de 2000) es un deportista belga que compite en piragüismo en la modalidad de eslalon. Ganó una medalla de oro en el Campeonato Europeo de Piragüismo en Eslalon de 2025, en la prueba de K1 cross individual.

## Palmarés internacional
| Campeonato Europeo | Campeonato Europeo         | Campeonato Europeo | Campeonato Europeo  |
| Año                | Lugar                      | Medalla            | Competición         |
| ------------------ | -------------------------- | ------------------ | ------------------- |
| 2025               | Vaires-sur-Marne (Francia) | Medalla de oro     | K1 cross individual |